# Hundhagermühle
Hundhagermühle (bis September 2017 Hundhagermühl) ist ein Ortsteil des Marktes Winklarn (Verwaltungsgemeinschaft Oberviechtach) im Oberpfälzer Landkreis Schwandorf in Bayern und liegt in der Region Oberpfalz-Nord.

## Geografie
Hundhagermühle liegt im Naturpark Oberpfälzer Wald, etwa ein Kilometer nördlich vom Kernort Winklarn entfernt, am Ufer der Ascha und am Mühlweiher zwischen Schneeberg und Winklarn inmitten einer Weiherlandschaft mit reicher Pflanzen- und Vogelwelt. Die Ascha bildet in dem flachen Abschnitt zwischen Aschahof und Hundhagermühle mehrere Seitenarme.
Nachbarorte sind im Norden Schneeberg und Herzoghof, im Osten Forsthof, im Süden Winklarn und im Westen Scheibenhaus.

## Geschichte
Im Jahre 1562 teilten die Brüder Georg von Murach und Endres Jörg von Murach ihren Besitz.
Bei dieser Teilung fiel Hundhagermühle dem Endres von Murach zu.
Zum Stichtag 23. März 1913 (Osterfest) wurde Hundhagermühle als Teil der Pfarrei Winklarn mit einem Haus und 9 Einwohnern aufgeführt.
Zum 31. Dezember 1969 wurde Hundhagermühle als Teil der Gemeinde Schneeberg aufgeführt, 
zu der die Gemeindeteile Schneeberg, Aschahof, Aschamühle, Buchhof, Forsthof, Höll, Hundhagermühle, Windhals gehörten
und die zu diesem Zeitpunkt insgesamt 277 Einwohner hatte.
Am 31. Dezember 1990 hatte Hundhagermühle einen Einwohner und gehörte zur Pfarrei Winklarn.
Mit Wirkung zum 1. Oktober 2017 wurde der Gemeindeteilname von Hundhagermühl in Hundhagermühle geändert.